# Гомеш Фуртаду, Арлинду
Арлинду Гомеш Фуртаду (порт. Arlindo Gomes Furtado; род. 15 ноября 1949, Санта-Катарина, Кабо-Верде) — первый кабо-вердианский кардинал. Первый епископ Минделу с 14 ноября 2003 по 22 июля 2009. Епископ Сантьягу с 22 июля 2009. Кардинал-священник с титулом церкви Сан-Тимотео с 14 февраля 2015.

## Ранняя жизнь и образование
Арлинду Гомеш Фуртаду родился 15 ноября 1949 года в Фигейра-дас-Наус, деревне муниципалитета Санта-Катарина, в семье Эрнесту Робалду Гомеша и Марии Фуртаду; он был крещён в августе 1951 года. Он учился в начальной школе в соседнем Ачада Леме и к октябрю 1962 года завершил среднее образование в семинарии Святого Иосифа в Прае. С 1971 года по 1976 год Фуртаду изучал теологию в Коимбре, Португалия.
Он вернулся в Кабо-Верде и 9 мая 1976 года был рукоположен в сан диакона епископом Сантьягу Паулину ду Ливраменту Эвора. Он служил в приходе Пресвятой Девы Марии Милостивой, до тех пор, пока 18 июля 1976 года епископ Эвора не рукоположил его в священники и не назначил приходским викарием. С 1978 года по 1986 год он был ректором семинарии Святого Иосифа. С 1986 года по 1990 год он учился в Риме, получив лиценциат по библейской науке в Папском библейском институте.

## Священническое служение
Вернувшись на год в Кабо-Верде, он год работал в районах Лем-Кашорро и Ачада-Сан-Филипе, а затем преподавал английский язык в лицее Домингуш-Рамос. Вернувшись в Коимбру, с 1991 года по 1995 год он преподавал греческий язык, иврит, историю и библейскую географию в Институте теологических исследований в Коимбре. Он работал над переводами книг Притчей и Екклесиаста, опубликовал несколько научных статей и обзоров. В эти годы он также был администратором прихода. Он стал членом Национального совета по образованию, преподавал в Школе подготовки полицейских и занимал пост генерального викария епархии Сантьягу.

## Епископ
11 декабря 2003 года Папа Иоанн Павел II назначил его первым епископом недавно созданной епархии Минделу. 22 февраля 2004 года он получил епископское посвящение от епископа Эворы.
22 июля 2009 года Папа Бенедикт XVI назначил Фуртадо епископом Сантьягу, одной из старейших епархий в Африке, и он был там интронизирован 15 августа.

## Кардинал
4 января 2015 года Папа Франциск объявил, что возведёт епископа Гомеш Фуртаду в сан кардинала 14 февраля. Фуртаду стал первым кардиналом Кабо-Верде. На церемонии ему была назначена титулярная церковь Сан-Тимотео.
13 апреля 2015 года он был назначен членом Конгрегации евангелизации народов и Папского совета Cor Unum. 28 октября 2016 года он был назначен членом Конгрегации богослужения и дисциплины таинств.
Кардинал Гомеш Фуртаду участвовал, в качестве кардинала-выборщика, в конклаве 2025 года, который избрал Папу Льва XIV.